# Hyles mauretanica
Hyles mauretanica är en fjärilsart som beskrevs av Otto Staudinger 1871. Hyles mauretanica ingår i släktet Hyles och familjen svärmare. Inga underarter finns listade i Catalogue of Life.